# Torstein Eriksen
Torstein Eriksen, (Noruega; 29 de abril de 1990) es un copiloto finlandés de rally que compite en el Campeonato Mundial de Rally de la FIA.

## Trayectoria
Torstein Eriksen comenzó su carrera en el rally en 2009, como copiloto de su compatriota Frank Tore Larsen. En el Rally de Finlandia de 2011, hizo su debut en el Campeonato Mundial de Rally junto a Larsen, en el que la pareja noruega se vio oligada a retirarse debido a problema mecánicos en la segunda especial cronometrada.
En 2017, comenzó su temporada copilotando a Frank Tore Larsen y en algunos rallyes al sueco Fredrik Åhlin. En el Rally de Finlandia  y en el Rally Cataluña, formó pareja con Mads Østberg en uno de los Ford Fiesta WRC del M-Sport World Rally Team y sumó sus primeros puntos en el mundial en Finlandia, donde terminaron décimos y en Cataluña logró su mejor resultado al conseguir la quinta posición.
En 2018, la dupla noruega fue contratada por el Citroën Total Abu Dhabi WRT con un programa parcial. Tras el despido de Kris Meeke, Østberg y Eriksen fueron contratados para disputar el resto de la temporada. En el Rally de Finlandia, Eriksen logró su primer podio en el WRC, al terminar segundo en la general con uno de los Citroën C3 WRC del equipo. En la última ronda de la temporada en Australia, la dupla consiguió otro podio, esta vez terminaron en la tercera posición general.
En 2019, Østberg y Eriksen disputaron el recién creado WRC-2 Pro con el Citroën C3 R5 del Citroën Total WRT. Ganaron los rallys de Suecia, Argentina y Cataluña, además de suirse al podio en Chile, Portugal y Cerdeña. Terminarón subcampeones del campeonato con 145 puntos.
En 2020, Østberg y Eriksen disputaron el WRC-2 con el PH-Sport. En la temporada consiguieron la victoria en los rallys de Montecarlo, Suecia, Estonia y Monza logrando los títulos de pilotos y copilotos de la categoría.
En 2024, Eriksen junto a Mikkelsen dieron el salto al Hyundai Shell Mobis WRT.

## Palmarés

### Títulos
| Año  | Título            | Automóvil             |
| ---- | ----------------- | --------------------- |
| 2020 | Campeón del WRC-2 | Citroën C3 R5         |
| 2021 | Campeón del WRC-2 | Citroën C3 Rally2     |
| 2023 | Campeón del WRC-2 | VW Polo GTi R5        |
| 2023 | Campeón del WRC-2 | Škoda Fabia RS Rally2 |

### Victorias

#### Victorias en el WRC-2 Pro
| # | Rally                                   | Temp. | Piloto       | Auto          |
| - | --------------------------------------- | ----- | ------------ | ------------- |
| 1 | 67th Rally Sweden                       | 2019  | Mads Østberg | Citroën C3 R5 |
| 2 | 39.º XION Rally Argentina               | 2019  | Mads Østberg | Citroën C3 R5 |
| 3 | 55. RallyRACC Catalunya - Costa Daurada | 2019  | Mads Østberg | Citroën C3 R5 |

#### Victorias en el WRC-2
| #  | Rally                               | Temp. | Piloto            | Auto                   |
| -- | ----------------------------------- | ----- | ----------------- | ---------------------- |
| 1  | 88ème Rallye Automobile Monte-Carlo | 2020  | Mads Østberg      | Citroën C3 R5          |
| 2  | 68th Rally Sweden                   | 2020  | Mads Østberg      | Citroën C3 R5          |
| 3  | 10. Rally Estonia                   | 2020  | Mads Østberg      | Citroën C3 R5          |
| 4  | 41. ACI Rally Monza                 | 2020  | Mads Østberg      | Citroën C3 R5          |
| 5  | 45.º Croatia Rally                  | 2021  | Mads Østberg      | Citroën C3 Rally2      |
| 6  | 90ème Rallye Automobile Monte-Carlo | 2022  | Andreas Mikkelsen | Škoda Fabia Rally2 Evo |
| 7  | 69th Rally Sweden                   | 2022  | Andreas Mikkelsen | Škoda Fabia Rally2 Evo |
| 8  | 12. WRC Rally Estonia               | 2022  | Andreas Mikkelsen | Škoda Fabia Rally2 Evo |
| 9  | 20.º Rally d'Italia Sardegna        | 2023  | Andreas Mikkelsen | Škoda Fabia RS Rally2  |
| 10 | 13. WRC Rally Estonia               | 2023  | Andreas Mikkelsen | Škoda Fabia RS Rally2  |
| 11 | 67. EKO Acropolis Rally Greece      | 2023  | Andreas Mikkelsen | Škoda Fabia RS Rally2  |

#### Victorias en el ERC
| # | Rally            | Temp. | Piloto       | Auto              |
| - | ---------------- | ----- | ------------ | ----------------- |
| 1 | 3º Rally Hungary | 2021  | Mads Østberg | Citroën C3 Rally2 |

## Estadísticas

### Resultados en el Campeonato Mundial de Rally
| Año  | Equipo                      | Coche                  | 1      | 2       | 3     | 4       | 5       | 6      | 7      | 8       | 9       | 10     | 11     | 12     | 13    | 14    | Pos. | Puntos |
| ---- | --------------------------- | ---------------------- | ------ | ------- | ----- | ------- | ------- | ------ | ------ | ------- | ------- | ------ | ------ | ------ | ----- | ----- | ---- | ------ |
| 2011 | Frank Tore Larsen           | Ford Fiesta R2         | SWE    | MEX     | POR   | JOR     | ITA     | ARG    | GRE    | FIN Ret | GER     | AUS    | FRA    | ESP    | GBR   |       | NC   | 0      |
| 2012 | Frank Tore Larsen           | Ford Fiesta R2         | MON    | SWE 30  | MEX   | POR     | ARG     | GRE    | NZL    | FIN 32  | GER     | GBR    | FRA    | ITA    | ESP   |       | NC   | 0      |
| 2015 | Frank Tore Larsen           | Ford Fiesta R2         | MON    | SWE Ret | MEX   | ARG     | POR     | ITA    | POL    | FIN     | GER     | AUS    | FRA    | ESP    | GBR   |       | NC   | 0      |
| 2017 | M-Sport                     | Ford Fiesta WRC        | MON    | SWE     | MEX   | FRA     | ARG     | POR    | ITA    | POL     | FIN 10  | GER    | ESP 5  | GBR    | AUS   |       | 17.º | 11     |
| 2018 | Citroën Total Abu Dhabi WRT | Citroën C3 WRC         | MON    | SWE 6   | MEX   | FRA     | ARG     | POR 6  | ITA 5  | FIN 2   | GER Ret | TUR 23 | GBR 8  | ESP    | AUS 3 |       | 10.º | 70     |
| 2019 | Citroën Total WRT           | Citroën C3 R5          | MON    | SWE 11  | MEX   | FRA     | ARG 9   | CHL 9  | POR 24 | ITA 18  | FIN     | GER 17 | TUR    | GBR 45 | ESP 9 | AUS C | 19.º | 6      |
| 2020 | PH-Sport                    | Citroën C3 R5          | MON 10 | SWE 12  | MEX   | EST 10  | TUR     | ITA 14 | MNZ 9  |         |         |        |        |        |       |       | 20.º | 4      |
| 2021 | TRT World Rally Team        | Citroën C3 R5          | MON    | ART     | CRO 9 | POR 9   | ITA 6   | SAF    | EST 10 | BEL     | GRE 31  | FIN 9  | ESP 15 | MNZ    |       |       | 16.º | 15     |
| 2022 | Toksport WRT                | Škoda Fabia Rally2 evo | MON 7  | SWE 7   | CRO   | POR Ret | ITA Ret | SAF    | EST 8  | FIN     | BEL 7   | GRE 13 | NZL    | ESP    | JPN   |       | 14.º | 25     |
| 2023 | Toksport WRT 3              | Škoda Fabia RS Rally2  | MON    | SWE     | MEX   | CRO     | POR 8   | ITA 5  | SAF    | EST 9   | FIN 10  | GRE 7  | CHL    | EUR 23 | JPN 7 |       | 11.º | 29     |
| 2024 | Hyundai Shell Mobis WRT     | Hyundai i20 N Rally1   | MON 6  | SWE     | SAF   | CRO 6   | POR     | ITA    | POL 6  | LAT     | FIN     | GRE    | CHL    | EUR    | JPN   |       | 8.º  | 29     |

### Resultados en el WRC-2 Pro
| Año  | Equipo        | Coche         | 1   | 2     | 3   | 4   | 5     | 6     | 7     | 8     | 9   | 10    | 11  | 12    | 13    | 14    | Pos. | Puntos |
| ---- | ------------- | ------------- | --- | ----- | --- | --- | ----- | ----- | ----- | ----- | --- | ----- | --- | ----- | ----- | ----- | ---- | ------ |
| 2019 | Citroën Total | Citroën C3 R5 | MON | SWE 1 | MEX | FRA | ARG 1 | CHL 2 | POR 3 | ITA 3 | FIN | GER 4 | TUR | GBR 5 | ESP 1 | AUS C | 2.º  | 145    |

### Resultados en el WRC-2
| Año  | Equipo               | Coche                  | 1     | 2     | 3     | 4       | 5       | 6     | 7     | 8     | 9     | 10    | 11    | 12     | 13  | Pos. | Puntos |
| ---- | -------------------- | ---------------------- | ----- | ----- | ----- | ------- | ------- | ----- | ----- | ----- | ----- | ----- | ----- | ------ | --- | ---- | ------ |
| 2020 | PH-Sport             | Citroën C3 R5          | MON 1 | SWE 1 | MEX   | EST 1   | TUR     | ITA 4 | MNZ 1 |       |       |       |       |        |     | 1.º  | 112    |
| 2021 | TRT World Rally Team | Citroën C3 Rally2      | MON   | ART   | CRO 1 | POR 3   | ITA 2   | SAF   | EST 2 | BEL   | GRE 8 | FIN 2 | ESP 4 | MNZ    |     | 1.º  | 126    |
| 2022 | Toksport WRT         | Škoda Fabia Rally2 Evo | MON 1 | SWE 1 | CRO   | POR Ret | ITA Ret | SAF   | EST 1 | FIN   | BEL 2 | GRE 7 | NZL   | ESP    | JPN | 2.º  | 109    |
| 2023 | Ole Christian Veiby  | VW Polo GTi R5         | MON   | SWE 2 | MEX   | CRO     |         |       |       |       |       |       |       |        |     | 1.º  | 127    |
| 2023 | Toksport WRT 3       | Škoda Fabia RS Rally2  |       |       |       |         | POR 3   | ITA 1 | SAF   | EST 1 | FIN 4 | GRE 1 | CHL   | EUR 13 | JPN | 1.º  | 127    |

### Resultados en el ERC
| Año  | Equipo                     | Automóvl            | 1       | 2      | 3   | 4      | 5       | 6      | 7     | 8   | 9      | 10  | Pos. | Puntos |
| ---- | -------------------------- | ------------------- | ------- | ------ | --- | ------ | ------- | ------ | ----- | --- | ------ | --- | ---- | ------ |
| 2016 | Frank Tore Larsen          | Ford Fiesta R5      | ESP     | IRL    | GRE | AZO 39 |         | EST    | POL   | CZE | LAT 11 | CYP | 77.º | 1      |
| 2016 | Svarmetal Motorsport       | Škoda Fabia S2000   |         |        |     |        | BEL Ret |        |       |     |        |     | 77.º | 1      |
| 2017 | Sindre Furuseth            | Opel Adam R2        | AZO     | ESP    | GRE | CYP    | POL     | CZE 57 | ITA   | LAT |        |     | NC   | 0      |
| 2018 | Frank Tore Larsen          | Ford Fiesta R5      | AZO Ret |        |     |        |         |        |       |     |        |     | 39.º | 2      |
| 2018 | Eyvind Brynildsen          | Ford Fiesta R5      |         | ESP 10 | GRE | CYP    | ITA     | CZE    | POL   | LAT |        |     | 39.º | 2      |
| 2021 | Citroën Rally Team Hungary | Citroën C3 Rally2   | POL     | LAT    | ITA | CZE    | POR     | POR    | HUN 1 | ESP |        |     | 16.º | 37     |
| 2023 | Ola Nore Jr                | Renault Clio Rally4 | POR     | ESP    | POL | LAT 28 |         |        |       |     |        |     | NC   | 0      |
| 2023 | Frank Tore Larsen          | VW Polo GTi R5      |         |        |     |        | SWE Ret | ITA    | CZE   | HUN |        |     | NC   | 0      |
| 2024 | Frank Tore Larsen          | VW Polo GTi R5      | HUN     | ESP    | SWE | EST 13 | ITA     | CZE    | GBR   | POL |        |     | 46.º | 3      |